# Polyfunktionalität
Polyfunktionalität bedeutet, dass ein beliebiges Objekt für unterschiedliche Funktionen genutzt werden kann. So könnte man einem Hammer Polyfunktionalität zusprechen, da man mit ihm z. B. einen Zaun reparieren oder auch Gegenstände zertrümmern kann.
Der Begriff wird, neben seiner semantisch selbsterklärenden allgemeingültigen Verwendbarkeit, sowohl in der Kommunikationstheorie wie auch in der Linguistik in Anspruch genommen.

## Polyfunktionalität in Kommunikationstheorie und Linguistik
In der Kommunikationstheorie spricht man von Polyfunktionalität, wenn vom Sender verschiedene Botschaften simultan ausgesendet werden, beispielsweise durch das, was er wortwörtlich sagt (Verbalsprache), und durch die Art und Weise, wie er es sagt: sprachbegleitende nichtsprachliche Signale wie Gestik, Mimik, Sprechtempo, Lautstärke und viele weitere nonverbale Signale (Paralinguistik).
Betrachten wir als Beispiel (etwa im Unterricht) den Satz:
,Ernst Häckel verfasste – im Jahre 1866 – das Biogenetische Grundgesetz!’
Allein durch diesen Satz werden verschiedene Informationen durch den Sender ausgestrahlt. Es wird (erstens) eine historische Information weitergegeben. Dies ist der Inhaltsebene zuzuordnen. Durch die Betonung der Jahreszahl 1866 und die Sprechpause zwischen 1866 und das Biogenetische Grundgesetz werden die Schüler aufgefordert aufmerksam zu sein. Diese Funktion ist (zweitens) der Prozessebene zuzuordnen; der Lehrer fordert zur Aufmerksamkeit auf und steuert den Kommunikationsprozess. Durch eine freundliche Mimik wird den Schülern gegenüber eine positive emotionale Einstellung des Lehrers signalisiert, was wiederum zur (drittens) Beziehungsebene gehört und die Interaktion entspannt. Werden also verschiedene Botschaften ausgesendet und sind diese unterschiedlich zu kategorisieren, so nennt man dies Polyfunktionalität. Allgemein können wir festhalten, dass jede Botschaft in diesem Sinne Polyfunktionalität aufweist.
Auch in der Linguistik wird Polyfunktionalität beobachtet, wenn z. B. ein und dieselbe Wortform verschiedenen Wortarten angehört. So kann man die Wortform „gerade“ als polyfunktional auffassen: als Adverb steht sie für die Bedeutung „soeben“, als Adjektiv für die Bedeutung „ohne Kurve, Krümmung“; vgl. die Sätze: „Er kam gerade“ (= soeben) und „Der Weg ist gerade“ (= geht geradeaus).